# Ратовей
Ратовей (рум. Ratovei) — село у повіті Селаж в Румунії. Входить до складу комуни Валкеу-де-Жос.
Село розташоване на відстані 395 км на північний захід від Бухареста, 22 км на захід від Залеу, 74 км на північний захід від Клуж-Напоки.

## Населення
За даними перепису населення 2002 року у селі проживали 76 осіб, усі — румуни. Усі жителі села рідною мовою назвали румунську.